# Markowice (gromada w powiecie mogileńskim)
Markowice – dawna gromada, czyli najmniejsza jednostka podziału terytorialnego Polskiej Rzeczypospolitej Ludowej w latach 1954–1972.
Gromady, z gromadzkimi radami narodowymi (GRN) jako organami władzy najniższego stopnia na wsi, funkcjonowały od reformy reorganizującej administrację wiejską przeprowadzonej jesienią 1954 do momentu ich zniesienia z dniem 1 stycznia 1973, tym samym wypierając organizację gminną w latach 1954–1972.
Gromadę Markowice z siedzibą GRN w Markowicach utworzono – jako jedną z 8759 gromad na obszarze Polski – w powiecie mogileńskim w woj. bydgoskim, na mocy uchwały nr 24/9 WRN w Bydgoszczy z dnia 5 października 1954. W skład jednostki weszły obszary dotychczasowych gromad Ludzisko i Markowice (bez wsi Wymysłowice i Żerniki) oraz wieś Niemojewko z dotychczasowej gromady Krusza Duchowna ze zniesionej gminy Strzelno-Północ w powiecie mogileńskim, ponadto obszar dotychczasowej gromady Bożejewice ze zniesionej gminy Kruszwica w powiecie inowrocławskim w tymże województwie. Dla gromady ustalono 21 członków gromadzkiej rady narodowej.
1 stycznia 1972 gromadę Markowice połączono z gromadami Ciechrz i Strzelno Klasztorne, tworząc z ich obszarów  gromadę Strzelno Klasztorne  z siedzibą Gromadzkiej Rady Narodowej w Strzelnie w tymże powiecie (de facto gromadę Markowice zniesiono włączając jej obszar do gromady Strzelno Klasztorne).